# Frederik Schram
Frederik August Albrecht Schram est un footballeur international islandais, né le 19 janvier 1995 à Dragør au Danemark, qui évolue au poste de gardien de but au Valur Reykjavik.

## Biographie

### En club
Le 16 avril 2016, alors qu'il est libre, il s’engage avec le FC Roskilde. Il y dispute son premier match le 17 avril 2016 contre l'AC Horsens.

### En équipe nationale
Avec les espoirs, il participe aux éliminatoires du championnat d'Europe espoirs 2017.
Il dispute son premier match avec l'Islande le 8 février 2017, en amical contre le Mexique (défaite 0-1 au Sam Boyd Stadium de Las Vegas).
Il fait partie de la liste des 23 joueurs islandais sélectionnés pour disputer la Coupe du monde de 2018 en Russie. Il n'y jouera aucun des trois matchs de poules face à l'Argentine, le Nigeria et la Croatie. Les Islandais sont éliminés dès la phase de groupes.